# ヴィルヘルム＝フェルディナント・ガーランド
ヴィルヘルム＝フェルディナント・"ヴッツ"・ガーランド（Wilhelm-Ferdinand "Wutz" Galland、1914年10月23日 - 1943年8月17日）はドイツ空軍の軍人。第二次世界大戦時、186回の出撃で55機を撃墜したエース・パイロットであり、その戦功から騎士鉄十字章を授与された。
兄は空軍中将のアドルフ・ガーランド。

## 経歴
1914年10月23日、ヴェストファーレン州ボーフムでアドルフ・ガーランド・シニアとフランス人のアンナ（旧姓シッパー）の間に三男として生まれた。四人兄弟で兄にフリッツとアドルフ（ジュニア）、弟にパウルがいる。父親は家族全員に愛称を付けていた。妻のアンナは「アニタ」、長兄のフリッツは「トビー」、次兄のアドルフは「ケファー」、ヴィルヘルム＝フェルディナントは「ヴッツ」、弟のパウルは「ポーリンチェン」、または両親は女の子が欲しかったので時には「パウラ」と呼ばれていた。
1935年、ドイツ空軍に入隊し、高射砲連隊に配属された。1940年、フランスの戦いに参加し、同年末に第26戦闘航空団（JG 26）の補充飛行隊で飛行訓練を行った。1941年6月27日、第26戦闘航空団第II飛行隊（II./JG 26）の直属となり、第6中隊に配属された。JG 26は兄のアドルフが戦闘航空団司令を務めており、弟のパウルも在籍していた。
7月23日、エダン近郊でスピットファイアを撃墜し、初戦果を記録。1942年4月10日、エタプル近郊でスピットファイアを撃墜し、5機撃墜でエース・パイロットとなった。5月5日、II./JG 26の第5中隊（5./JG 26）の中隊長に任命された。6月2日、ソンム川上空でスピットファイア2機を撃墜し、10機撃墜を記録。12月12日、ブローニュ近郊でスピットファイアを撃墜し、20機撃墜を記録した。
1943年1月13日、II./JG 26の飛行隊長に任命された。1月28日、24機撃墜の功によりドイツ十字章金章を受章。2月15日、ラムズゲート近郊でスピットファイアを撃墜し、30機撃墜を記録した。4月21日、II./JG 26はアブヴィル車両基地を目標としたイギリス空軍（RAF）の編隊を迎撃するために緊急発進した。ガーランドは2機のPV-1を撃墜し、41機撃墜を記録した。5月18日、35機撃墜の功により騎士鉄十字章を受章。7月14日、ヴィラクブレーを爆撃するB-17を護衛するアメリカ陸軍航空軍（USAAF）のP-47と交戦し、2機のP-47を撃墜した。
8月17日、連合国軍はシュヴァインフルト＝レーゲンスブルク作戦を実施した。16時52分、II./JG 26はシュヴァインフルトへの爆撃の帰投コースでUSAAFの爆撃機を迎撃するためにリールから出撃した。リエージュ上空で、護衛戦闘機約200機によって護衛された150～200機のB-17の編隊と会敵し、ガーランドはUSAAF第56戦闘航空群のP-47に撃墜され戦死した。第56戦闘航空群のアメリカ人エース・パイロットのバッド・マハリンによって撃墜されたとされている。ガーランドが搭乗していたフォッケウルフ Fw190 A-5はマーストリヒトの西5kmのリエージュ近郊に高速で墜落した。その衝撃により地面に大きな穴が残り、そこからすべての残骸を取り除くことはできなかった。
ガーランドは大戦中186回の出撃で55機を撃墜した。そのすべては西部戦線での戦果であり、その中には4発爆撃機7機とスピットファイア37機が含まれている。

## 受勲
- 鉄十字勲章1939年章
  - 2級
  - 1級
- 空軍名誉杯（1942年10月12日）[1]
- ドイツ十字章金章（1943年1月28日）：第26戦闘航空団第II飛行隊の大尉として[2]
- 騎士鉄十字章（1943年5月18日）：第26戦闘航空団第II飛行隊の飛行隊長及び大尉として[3]